# Majasaaret (ö i Päijänne-Tavastland)
Majasaaret är en ö i Finland. Öns finska namn är i plural och antyder att det skulle röra sig om flera öar, vilket dock inte är fallet. Den ligger 170 km norr om huvudstaden Helsingfors i sjön Jääsjärvi, vilken är belägen i kommunen Gustav Adolfs i den ekonomiska regionen  Lahtis  och landskapet Päijänne-Tavastland, i den södra delen av landet. Öns största längd är 2,5 kilometer i nord-sydlig riktning.

## Klimat
Trakten ingår i den boreala klimatzonen. Årsmedeltemperaturen i trakten är 2 °C. Den varmaste månaden är augusti, då medeltemperaturen är 16 °C, och den kallaste är januari, med −12 °C.